# جينزيبي ديبابا
جينزيبي ديبابا كيني (بالإنجليزية: Genzebe Dibaba Keneni)‏ هي عدائة مسافات متوسطة وطويلة إثيوبية ولدت في يوم 8 فبراير 1991 في بيكوجي في إثيوبيا، تخصصت ديبابا في مسافات 1500 متر و 3000 متر و5000 متر، جينزيبي ديبابا هي شقيقة العدائة الشهيرة تيرونيش ديبابا، جينزيبي ديبابا هي حاملة الرقم القياسي العالمي في سباق 1500 متر للسيدات ب3:50:07 دقيقة الذي حطمته في سنة 2015، أبرز إنجازاتها هو فوزها بالميدالية الفضية في سباق 1500 متر في دورة الألعاب الأولمبية الصيفية 2016 في ريو دي جانيرو.

## روابط خارجية
- جينزيبي ديبابا على موقع الاتحاد الدولي لألعاب القوى (الإنجليزية)
- جينزيبي ديبابا على موقع الدوري الماسي (الإنجليزية)
- جينزيبي ديبابا على موقع اللجنة الأولمبية الدولية (الإنجليزية)
- جينزيبي ديبابا على موقع أوليمبيديا (الإنجليزية)